# Eugène Fromentin
Eugène Fromentin (La Rochelle, 24 ottobre 1820 – La Rochelle, 27 agosto 1876) è stato un pittore e scrittore francese.

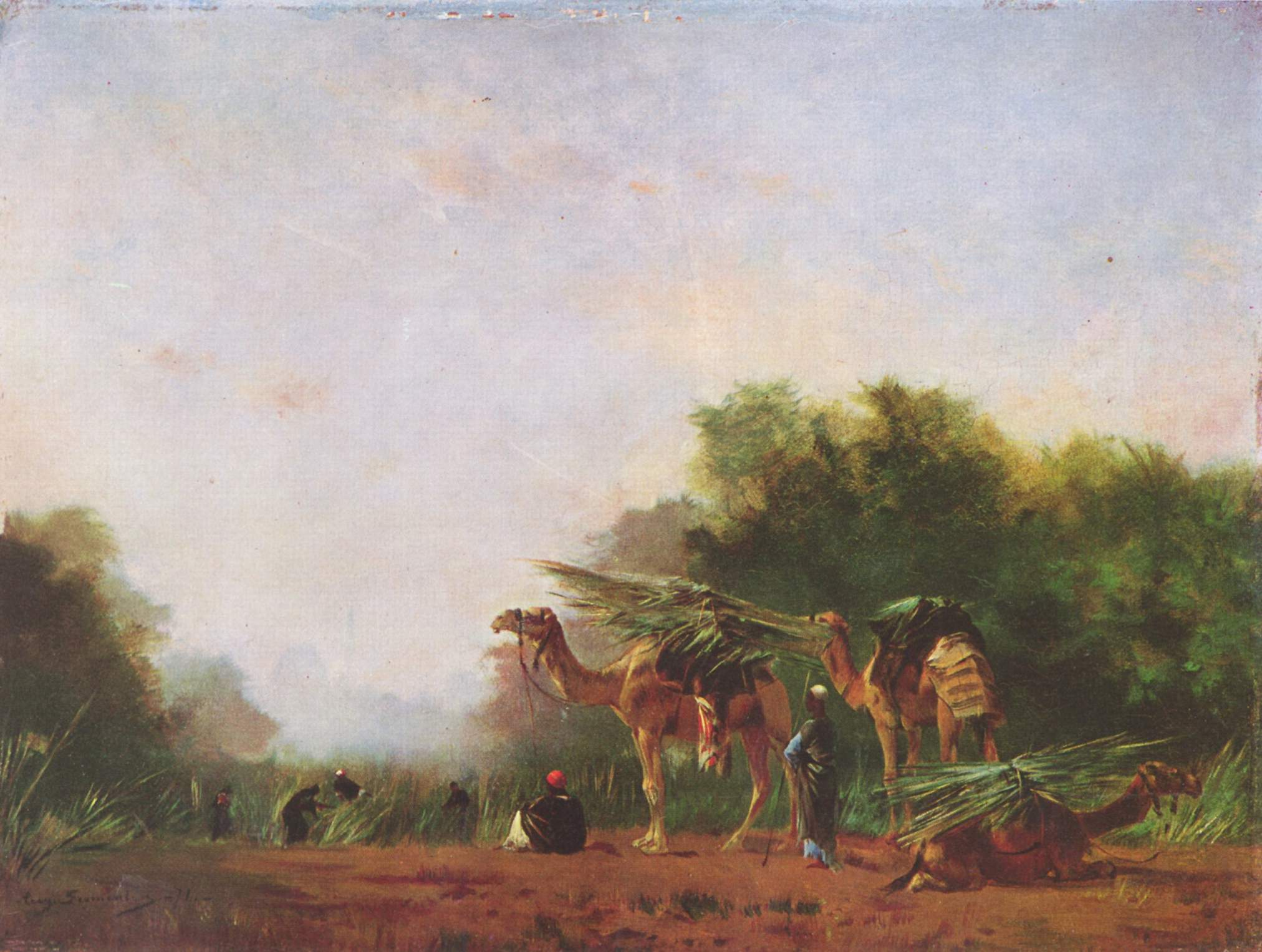
Arabes, 1871

Si rivela un pittore orientalista fecondo, ma senza grande originalità.

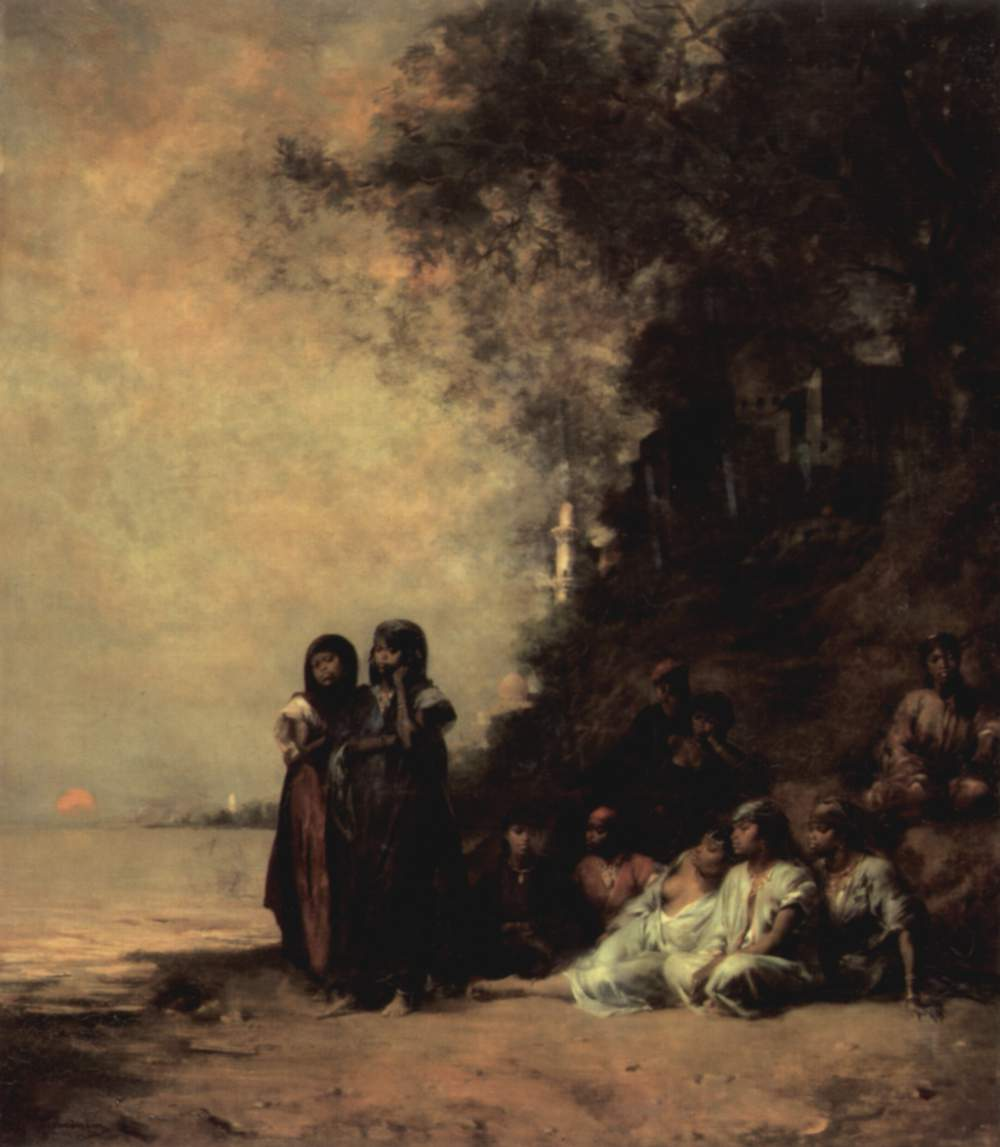
Un souvenir d'Esneh, 1876

## Biografia
Di agiata famiglia, trascorse gran parte dell'infanzia a Saint-Maurice. Avviato agli studi di legge a Parigi, ben presto si accorse della sua inclinazione e si dedicò alla letteratura e alla pittura. Dopo aver concluso gli studi, fu per alcuni anni l'allievo di Louis-Nicolas Cabat, pittore della Scuola di Barbizon specialista in paesaggi. Avendo avuto la possibilità, giovanissimo, di visitare l'Algeria, riempì i suoi taccuini di schizzi di paesaggi e di abitanti dell'Africa Settentrionale, e fu uno dei primi nell'ambiente artistico parigino a sceglierli come soggetti delle sue opere. Nel 1849, ottenne una medaglia di seconda classe.
Nel 1852, fece un secondo viaggio in Algeria, in occasione di una missione archeologica, nel corso della quale poté approfondire lo studio minuzioso dei paesaggi e dei costumi algerini. Queste annotazioni gli permisero, al suo ritorno, di dare ai suoi dipinti una esattezza realistica. Da un certo punto di vista, i suoi lavori sono stati tanto un contributo all'etnologia che alle opere d'arte.
Il suo primo grande successo fu al Salon di Parigi del 1847, con Gorges de la Chiffa.
Lo stile di Fromentin fu molto influenzato da Eugène Delacroix. Le sue opere si distinguono per la composizione sorprendente, la sagacia e l'utilizzo dei colori luminosi. Esse traducono la grandezza incosciente degli atteggiamenti barbari e animaleschi. In seguito, tuttavia, i suoi lavori furono segnati dalla fatica e dalla prostrazione.
La pittura di Fromentin non è che una sfaccettatura del suo genio che forse si è rivelato ancor di più nella letteratura, con meno profusione tuttavia. Dominique, un romanzo psicologico, pubblicato per la prima volta nella Revue des deux mondes nel 1862, e dedicato a George Sand, fu uno dei romanzi più notevoli del suo secolo. L'opera si distinse per una approfondita analisi dei sentimenti, la patetica immagine di uno sfortunato sogno giovanile e una notevole sobrietà di stile.
Insegnò all'École des beaux-arts di Parigi e fu maestro di Ferdinand Humbert e di Henri-Léopold Lévy.

Nel 1876, fu candidato all'Académie française, ma non fu ammesso. Morì poco dopo a La Rochelle il 27 agosto 1876. Un collegio della città porta il suo nome.

## Elenco delle opere

### Dipinti
- Gorges de la Chiffa (1847)
- La Place de la broche à Constantine (1849)
- Enterrement maure (1853)
- Bateleurs nègres (1859)
- Audience chez un chalife (1859)
- Berger kabyle (1859)
- Une rue à El-Aghouat, (1859), 142x103 cm, museo della Chartreuse, Douai
- Courriers arabes (1861)
- Bivouac arabe (1863)
- Chasse au faucon (1863)
- Fauconnier arabe (1863)
- Chasse au héron (1865)
- Voleurs de nuit (1867)
- Centaures et arabes attaqués par une lionne (1868)
- Halte de muletiers (1869)
- Le Nil (1875)
- Un souvenir d'Esneh (1875)

### Romanzi
- Visites artistiques (1852)
- Simples Pèlerinages (1856)
- Un été dans le Sahara (1857)
- Une année dans le Sahel (1858)
- Dominique (1862), trad. Rosetta Loy Provera, introd. di Roland Barthes, Collana i millenni, Einaudi, 1971; Collana Scrittori tradotti da Scrittori, Einaudi, Torino, 1990
- Les Maîtres d'autrefois (1876)